# Peña Labra
Peña Labra (2018 m) o Peña Luenga en el Libro de la Montería, es una montaña situada en el límite provincial entre Palencia y Cantabria (España), en la cordillera Cantábrica, cuya cima se encuentra en la provincia de Palencia.

## Toponimia

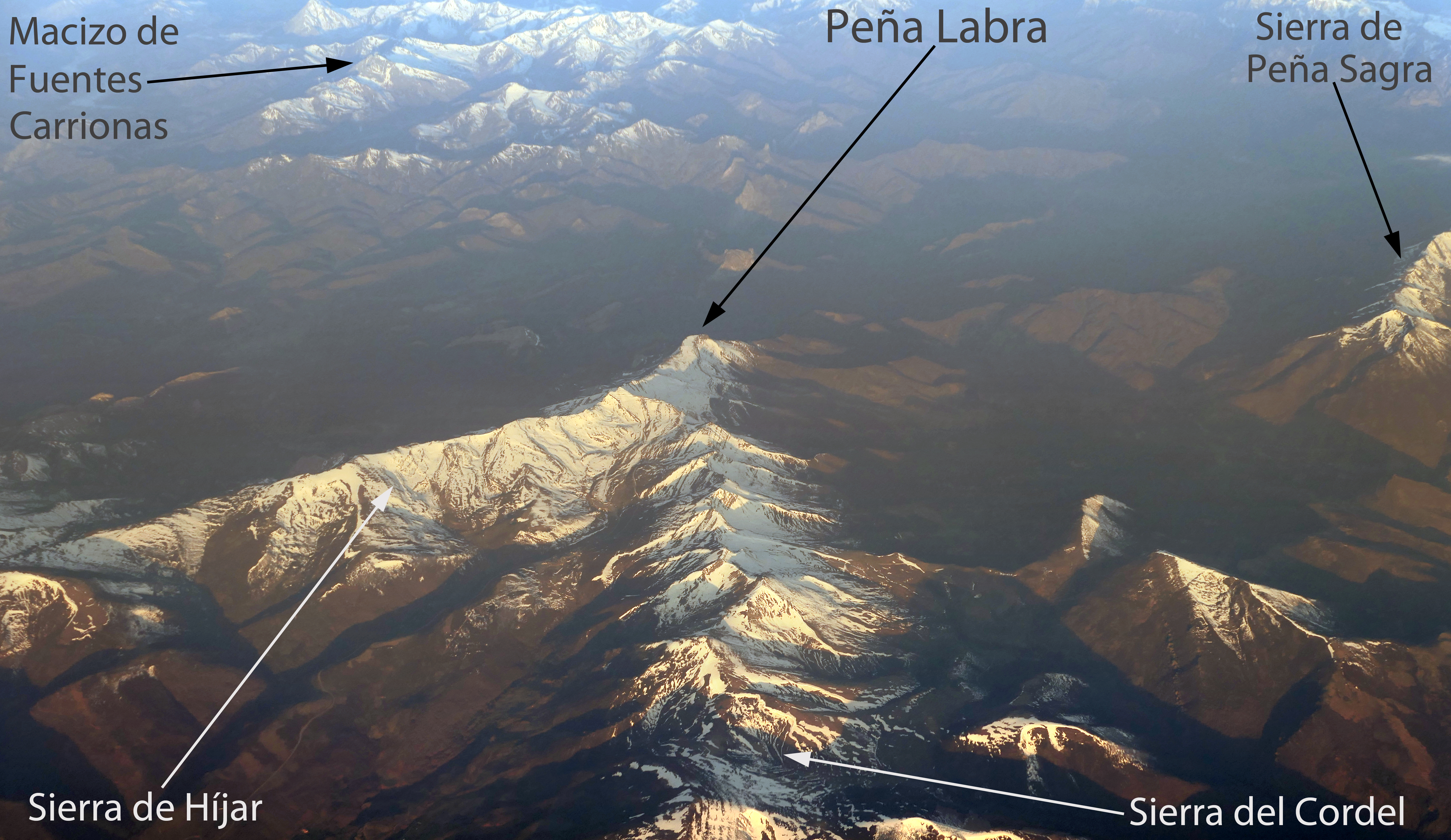
Vista aérea de la zona alrededor de Peña Labra.

En la cartografía moderna del IGN, y por autores como Terán, se ha dado a la sierra de Híjar el nombre de "sierra de Peña Labra", quizá porque desde su vertiente sur sea el pico el más característico. Sin embargo esto ha sido considerado erróneo por autores como Hernández-Pacheco, quienes han señalado la toponimia tradicional de "sierra de Híjar" como la acertada, además de que en toda la cartografía existente anterior a la indicada, como las de Coello, Quesada y Madoz de 1860, se refiere a esta sierra como "sierra de Híjar".

## Características

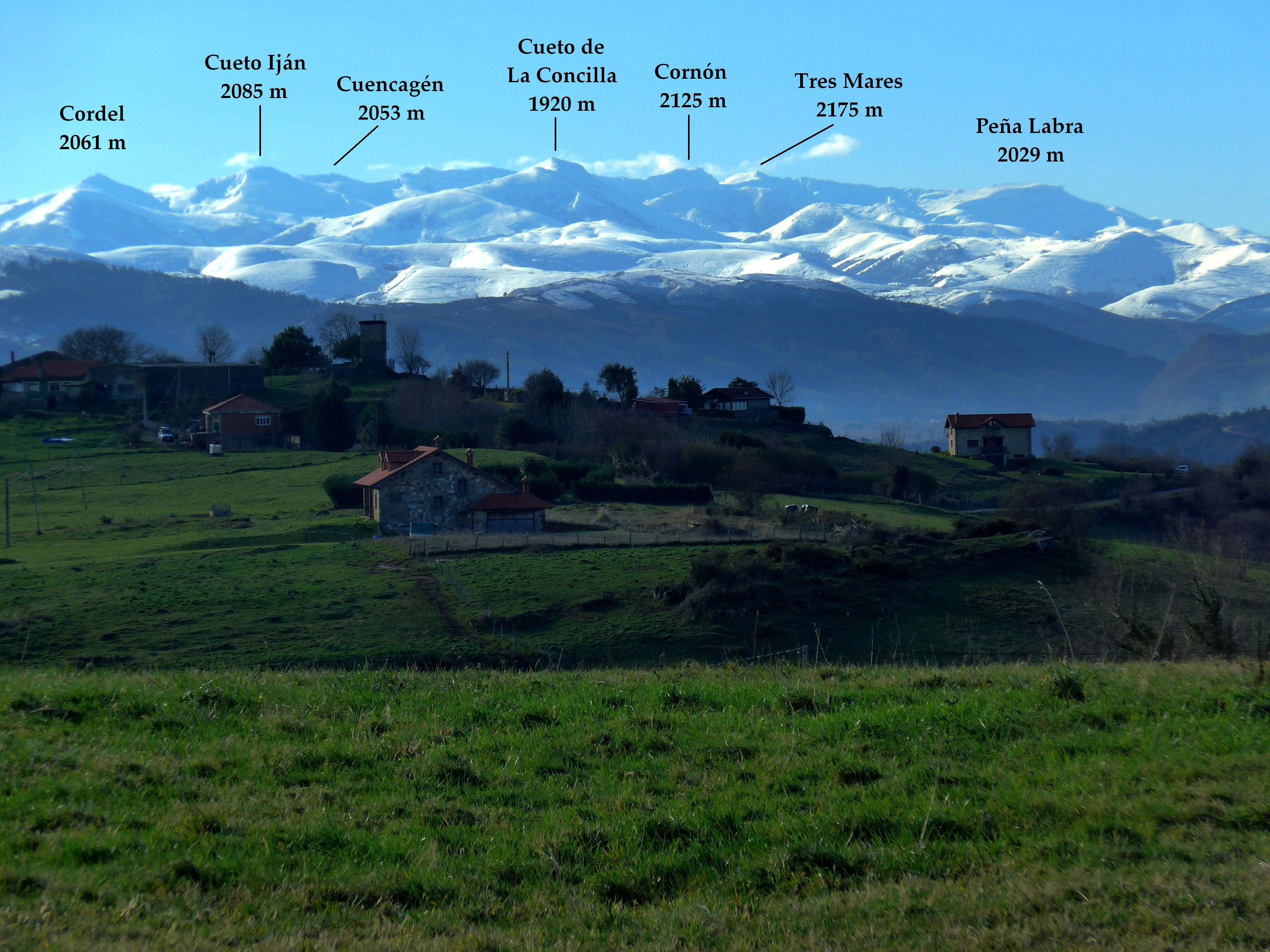
Peña Labra vista junto a otras cumbres desde Alfoz de Lloredo (Cantabria).

Peña Labra es una crestería situada en la cordillera Cantábrica, junto al municipio cántabro de Polaciones. El pico Peña Labra, con una altitud de 2018 m, es una de las cumbres más destacadas del sector cántabro de la cordillera. En parte destacada del cordal, junto a una cruz, hay un vértice geodésico que marca una altitud de 2028,7 m en la base del pilar. Se puede acceder desde la estación de esquí de Brañavieja o Alto Campoo. Peña Labra es uno de los perfiles más reconocibles y forma parte de las vistas panorámicas desde otras cumbres o desde miradores, como el mirador de la Fuente del Chivo en la Hermandad de Campoo de Suso, que está a 2000 m de altitud; el del Puerto de Piedrasluengas, en Pesaguero, a 1350 m; y los situados en Vega de Liébana: el del Corzo en la subida al Puerto de San Glorio y el del Jabalí, en la carretera de Liébana a Polaciones, cerca de la Cruz de Cabezuela, a 1100 m.
En la cartografía del Instituto Cartográfico se da el nombre de "sierra de Peña Labra" a la sierra que parte desde el pico Tresmares en dirección ESE hasta la Peña Castrillo, aunque el nombre de esta sierra ha sido tradicionalmente y en ediciones anteriores de la cartografía del IGN, "Sierra de Híjar".